# Диггл, Энди
Энди Диггл (англ. Andy Diggle) — британский сценарист и редактор комиксов, главный редактор серии 2000 AD. Наиболее известные работы: The Losers, Болотная тварь, Hellblazer, Adam Strange, Silent Dragon издательства DC Comics, а также Громовержцы и Сорвиголова издательства Marvel Comics.
В 2013 году Диггл уходит из DC Comics и начинает работать над серией Uncanny (паранормальный детектив) издательства Dynamite Entertainment. Также, Энди, совместно со своей женой Анжелой, начал работу над новой серией детективных комиксов Control. Публикация этой серии запланирована на 2014 год.

## Биография
Энди Диггл родился и вырос в Лондоне, Англия. Женат на Анжеле Крикшэнк (англ. Angela Cruickshank), также работающей в индустрии комиксов.

## Карьера
В 2000 году Диггл приступает к работе над антологиями 2000 AD и Judge Dredd Megazine в качестве редактора, ознаменовав (по словам его первоначального нанимателя, Дэвида Бишопа) возвращение к «старой школе» 2000 AD. В это время он пишет несколько историй, в том числе спин-офф к Судье Дредду под названием Lenny Zero, который был иллюстрирован Джоком. С Джоком Диггл продолжает сотрудничать и после ухода в American comic book.
Около пяти лет Диггл отработал по контракту с DC Comics. В течение этого времени он участвовал в создании Lady Constantine, Batman Confidential, Green Arrow: Year One (снова совместно с Джоком), Adam Strange: Planet Heist и Hellblazer.
После этого, была работа над Guy Ritchie's Gamekeeper, который почти сразу после публикации был выкуплен Warner Bros, для Virgin Comics.
Диггл становится автором веб-комикса по игре Bionic Commando. Этот приквел к событиям игры он написал после того, как был нанят фирмой Capcom для написания сценария к тестовуму показу игры.
В 2008 году Энди Диггл был анонсирован как новый писатель для серии Громовержцы, его первой работы для Marvel Comics после The Punisher: Silent Night в 2006 году.
В начале 2009, Диггл подписывает эксклюзивный контракт с Marvel и приступает к работе над серией Сорвиголова, заменив предыдущего автора серии Эда Брубейкера. Он пишет сценарий для Dark Reign: The List — Daredevil, а также для основной ограниченной серии по истории Сорвиголовы: Shadowland. Впоследствии, в мае 2013 года, Диггл сменяет Гранта Моррисона на посту главного сценариста второго тома Action Comics, продолжив работу над серией с 19-го выпуска. При этом, он успевает полностью отработать только один, двадцатый выпуск, в работе на 21-м и 22-м приняв участие только как соавтор.
В 2013 году Диггл приступает к работе над серией Uncanny для издательства Dynamite Entertainment.

### Rebellion
- Judge Dredd Megazine[англ.]:
  - Mega-City Undercover (tpb[англ.], 160 страниц, 2008, ISBN 1-905437-52-8), содержащий:
    - Lenny Zero (совместно с Джоком, в томе 3 #68, 2000)
    - Dead Zero (совместно с Джоком, в томе 4 #1-2, 2001)
    - Wipeout (совместно с Джоком, в томе 4 #14-15, 2002)
- 2000 AD:
  - Judge Dredd vs. Aliens: Incubus[англ.] (совместно с Джоном Вагнером[англ.] и Генри Флинтом[англ.], #1322-1335, 2003) в сборнике Judge Dredd vs. Aliens: Incubus (в твёрдом переплёте, 104 страниц, 2003, ISBN 1-904265-10-3; tpb, 2007, ISBN 1-905437-14-5)
  - Snow/Tiger[англ.]: «Pax Americana» (совместно с Энди Кларком[англ.], #1336-1342, 2003)
  - Tharg’s Future Shocks[англ.]: «Red Moon» (совместно с Кевом Уолкером[англ.], #1398, 2004)

### Vertigo
- Hellblazer:
  - Lady Constantine #1-4 (совместно с Гораном Саджука[англ.], 2003) в сборнике Hellblazer Special: Lady Constantine (tpb, 96 страниц, 2006, ISBN 1-4012-0942-4)
  - Hellblazer (совместно с Леонардо Марко[англ.], Даниэлем Жежелем[англ.] и Джузеппе Камунколи[англ.], 2007—2008) содержащий:
    - Joyride (#230-237, tpb, 192 страниц, 2008, ISBN 1-4012-1651-X)
    - The Laughing Magician (#238-242, tpb, 128 страниц, 2008, ISBN 1-4012-1853-9)
    - Roots of Coincidence (#243-244 и 247—249, tpb, 128 страниц, 2009, ISBN 1-4012-2251-X)
- The Losers[англ.]:
  - Ante Up (tpb, 160 страниц, 2004, ISBN 1-4012-0198-9) содержащий:
    - Dead Man’s Hand (совместно с Джоком, #1, 2003)
    - Goliath (совместно с Джоком, #2-6, 2003—2004)

  - Double Down (tpb, 144 страниц, 2004, ISBN 1-4012-0348-5) содержащий:
    - Downtime (#7-8, 2004)
    - Island Life (совместно с Джоком, #9-12, 2004)

  - Trifecta (tpb, 168 страниц, 2005, ISBN 1-4012-0489-9) содержащий:
    - Sheikdown (#13-14, 2004)
    - Blowback (#15, 2004)
    - Pass, The (совместно с Джоком, #16-19, 2004—2005)

  - Close Quarters (tpb, 144 страниц, 2006, ISBN 1-4012-0719-7) содержащий:
    - London Calling (#20-22, 2005)
    - Anti-Heist (совместно с Джоком, #23-25, 2005)

  - Endgame (tpb, 166 страниц, 2006, ISBN 1-4012-1004-X) содержащий:
    - UnAmerica (совместно с Колином Вильсоном[англ.], #26-28, 2005)
    - Endgame (совместно с Джоком, #29-32, 2005—2006)
- Болотная тварь #1-6 (совместно с Энрике Бреччиа[англ.], 2004) в Swamp Thing: Bad Seed (tpb, 144 страниц, 2005, ISBN 1-4012-0421-X)
- Vertigo Crime: Rat Catcher (графическая новелла, в твёрдом переплёте, 192 страниц, 2010, ISBN 1-4012-1158-5)

### DC Comics
- Action Comics том 2 — #19-21 (автор сценария для #19; соавтор для #20, #21)
- Adam Strange[англ.] #1-8 (совместно с Паскалем Ферри[англ.], 2004—2005) в Adam Strange: Planet Heist (tpb, 192 страниц, 2005, ISBN 1-4012-0727-8)
- Batman Confidential[англ.] #1-6 (совместно с Уилсом Портацио, 2006—2007) в Batman: Rules of Engagement (в твёрдом переплёте, 160 страниц, 2007, ISBN 1-4012-1481-9; tpb, 2008, ISBN 1-4012-1706-0)
- Green Arrow: Year One #1-6 (совместно с Джоком, 2007) в GA: Year One (hc, 160 страниц, 2008, ISBN 1-4012-1687-0; tpb, 2009, ISBN 1-4012-1743-5)

### Marvel Comics
- The Punisher: Silent Night[англ.] (2006) в Punisher: Very Special Holidays (tpb, 120 страниц, 2006, ISBN 0-7851-2220-6)
- Громовержцы (2009), содержащий:
  - Burning Down the House (#126-129, 132, в твёрдом переплёте, 112 страниц, 2009, ISBN 0-7851-3152-3; tpb, 2009, ISBN 0-7851-3166-3)
  - Dark Reign: Deadpool/Thunderbolts (#130-131, tpb, 96 страниц, 2009, ISBN 0-7851-4090-5)
  - Widowmaker (#133-136, в твёрдом переплёте, 120 страниц, 2009, ISBN 0-7851-4006-9; tpb, 2010, ISBN 0-7851-4091-3)
- Dark Reign: Hawkeye #1-5 (2009—2010) в Dark Reign: Hawkeye (tpb, 120 страниц, 2010, ISBN 0-7851-3850-1)
- Сорвиголова:
  - Сорвиголова (2009—2010), содержащий:
    - The Devil’s Hand (#501-507 и Dark Reign: The List, tpb, 200 страниц, 2010, ISBN 0-7851-4113-8)
    - Shadowland: Daredevil (#508-512, в твёрдом переплёте, 144 страниц, 2011, ISBN 0-7851-4990-2; tpb, 2011, ISBN 0-7851-4522-2)

  - Shadowland #1-5 (2010—2011) в Shadowland (в твёрдом переплёте, 144 pages, 2011, ISBN 0-7851-4762-4; tpb, 2011, ISBN 0-7851-4763-2)
  - Daredevil: Reborn[англ.] #1-4 (2011) в DD: Reborn (в твёрдом переплёте, 112 страниц, 2011, ISBN 0-7851-5132-X; tpb, 2012, ISBN 0-7851-5133-8)
- Six Guns[англ.] #1-5 (2012)

### Другие издательства
- Star Wars Tales[англ.] #18: Payback (Dark Horse Comics, 2003) в Star Wars Tales vol.5 (tpb, 248 страниц, 2005, ISBN 1-59307-286-4)
- Silent Dragon[англ.] #1-6 (Wildstorm, 2005) в Silent Dragon (tpb, 144 страниц, 2006, ISBN 1-4012-1104-6)
- Gamekeeper[англ.] #1-5 (совместно с Гаем Ричи, Virgin[англ.], 2007) в GRG: Tooth and Claw (tpb, 144 страниц, 2007, ISBN 1-934413-09-7)
- Bionic Commando: Chain of Command (Capcom, 2009)
- Thought Bubble Anthology: «November in the North of England…» (Image Comics, 2011)